# ALOHAGOTO
ALOHAGOTO及び後藤 アロハは、日本の作曲家及び実業家、声優である。
U-Stellaの共同創業者兼代表取締役CEO。1998年12月14日生まれ。

## 来歴
幼少期より雑誌モデルとしてアフラック生命保険、ミニストップ等CMにて声優としても活動するが2012年に活動を一時休止。2013年より作曲家として活動を再開。東京ゲームショウ2013に出展されるゲーム制作ツール「EF-12」のコンテストに14歳で応募した楽曲が採用され、また東京ゲームショウ2016及び2017に出展されたRPGを作ることができるアプリ「ビットゲームメーカー」の出展後に楽曲が採用された。高校卒業後、2017年から多くのASMR作品に携わり始める。イラストレーターのゲソきんぐと共に2019年に合同会社U-Stellaを起業。その後、株式会社U-Stellla代表取締役CEOに就任。
作曲家・ギタリストの藤門太郎に8才の頃より現在まで師事し、藤門の音楽観に多大な影響を受ける。

## CD
- 姉妹キョウソウ - Vo.神崎零 / 真結（2018年5月5日）[6]
- マヨウフタリ、アナタトフタリ。- Vo.結月ゆかり / 紲星あかり（2019年5月6日）[7]

## 出演

### 報道・情報番組
- 情報7daysニュースキャスター（2010年2月6日（土））[疑問点 – ノート]

### 声優出演
- ミニストップ ラジオCM
- NEW AM21 「ラジオ環境大臣」
- アフラック生命保険 「アフラックダックを育てよう！」
- 西友 店内放送CM

### CDジャケット
- SOPHIA please, please (2004年5月19日)[疑問点 – ノート]

## 楽曲提供

### ゲーム
- EF-12[1]
- ビットゲームメーカー[4]
- BREAK BROCK VR[8]
- AudioStick[9]

### ASMR
| 全年齢作品                                | 全年齢作品 | 全年齢作品 | 全年齢作品 | 全年齢作品 | 全年齢作品 |
| タイトル                                  |            |            |            |            |            |
| ユーレイちゃんは添い寝がしたい！〜前編〜  |            |            |            |            |            |
| ユーレイちゃんは添い寝がしたい！〜後編〜  |            |            |            |            |            |
| [Ver1.1]ユーレイちゃんは添い寝がしたい!   |            |            |            |            |            |
| カコとミライは話したい！                  |            |            |            |            |            |
| ユーレイちゃんSP VOICE                    |            |            |            |            |            |
| ユーレイちゃんは添い寝がしたい!2!         |            |            |            |            |            |
| アンドロイドは旦那さまと甘々な夢をみるか? |            |            |            |            |            |
| ぐっすり眠れる耳かきボイスΔシリーズ       |            |            |            |            |            |
| ぐっすり眠れる耳かきボイスβシリーズ       |            |            |            |            |            |
| ぐっすり眠れる耳かきボイスτ               |            |            |            |            |            |
| カコとミライは話したい!〜Prolouge〜       |            |            |            |            |            |
| マコトとウツロの闖入劇                    |            |            |            |            |            |
| ----------------------------------------- | ---------- | ---------- | ---------- | ---------- | ---------- |

| R18作品                                                            | R18作品 | R18作品 | R18作品 | R18作品 | R18作品 |
| タイトル                                                           |         |         |         |         |         |
| ドスケベ援交JK三姉妹と子作りえっち♪                                |         |         |         |         |         |
| 双子サキュバスの強制連続搾精♪                                      |         |         |         |         |         |
| 双子サキュバスお姉さま Vs.童貞勇者くん♪                            |         |         |         |         |         |
| 小悪魔後輩JKに甘えた～い!童貞卒業委員会♪                           |         |         |         |         |         |
| ツンデレJKとはじめてえっち!童貞卒業委員会♪                         |         |         |         |         |         |
| 生意気ドスケベ家出ギャルJKと子作りえっち!?童貞卒業委員会♪          |         |         |         |         |         |
| 小悪魔おしえごニートJKと子作りえっち♪童貞卒業委員会♪               |         |         |         |         |         |
| メイド様の丁寧語責め嘲笑搾精調教 ～いい子にしてましたか御主人様♪～ |         |         |         |         |         |
| 性奴隷の捕まえ方 - Carbohydrate                                    |         |         |         |         |         |
| ------------------------------------------------------------------ | ------- | ------- | ------- | ------- | ------- |

### ボイスドラマ
- aicaruno[18]
- Happening School Life[19]
- 藍白の秘密[20]

## シナリオ

### ASMR
- アンドロイドは旦那さまと甘々な夢をみるか?

## 書籍
- 赤すぐキッズ 2005年3月号（リクルートホールディングス）
- バカ売れアプリ生活 自作ゲーの集客とマネタイズぜんぶ教えます! （ソーテック社）
  - すーぱー付録2 @個人開発者のみなさんからリアルなメッセージ[注 2]